# SM UB-32
SM UB-32 – niemiecki jednokadłubowy okręt podwodny typu UB II w stoczni Blohm & Voss w Hamburgu w roku 1915. Zwodowany 4 grudnia 1915 roku, wszedł do służby w Kaiserliche Marine 10 kwietnia 1916 roku. W czasie swojej służby, SM UB-32 odbył 16 patroli, podczas których zatopił 22 jednostek nieprzyjaciela. 

## Budowa
SM UB-32 należał do typu UBII, który był następcą typu UB I. Był średnim jednokadłubowym okrętem przeznaczonymi do działań przybrzeżnych, o prostej konstrukcji, długości 36,90 metrów, wyporności w zanurzeniu 274 BRT, zasięgu 7030 Mm przy prędkości 5 węzłów na powierzchni oraz 45 Mm przy prędkości 4 węzły w zanurzeniu. W typie UBII poprawiono i zmodernizowano wiele rozwiązań, uważanych za wadliwe w typie UBI. Zwiększono moc silników, zaś pojedynczy wał napędowy zastąpiono dwoma. Okręty serii od UB-30 do UB-41, budowane w stoczni Blohm & Voss w Hamburgu, miały zwiększoną szerokość i długość, ich wyporność w zanurzeniu wzrosła do 303 BRT.

## Służba
Dowódcą okrętu został 11 kwietnia 1916 roku mianowany Oberleutnant zur See Ludwig Karl Sahl. Sahl dowodził okrętem do 4 grudnia 1916 roku. 25 maja jednostka został przydzielona do Flotylli Bałtyckiej. 5 grudnia Sahl został zastąpiony przez Oberleutnant zur See Karla Ruprechta. Ruprecht został zastąpiony przez Oberleutnant zur See Maxa Viebega. Tego samego dnia 24 lutego 1917 roku okręt został przeniesiony do Flotylli Flandria. Operował w obszarze kanału Morza Północnego, La Manche, północnych wybrzeży Francji oraz Morza Celtyckiego.

Pierwszym zatopionym przez UB-32 statkiem był należący do Franka C. Malletta, Lowestoft, zbudowany w 1905 roku brytyjski kuter rybacki „Comrades” o pojemności 58 BRT. Został zatrzymany i zatopiony ogniem z broni pokładowej około 2,5 mili na zachód od Smith Knoll Middle. Tego samego dnia UB-32 zatopił jeszcze dwa kutry rybackie. W czasie kolejnego patrolu na przełomie marca i kwietnia u wybrzeży Normandii UB-32 zatopił 5 statków oraz dwa uszkodził. 31 marca około 15 mil na północny wschód od Barfleur, zatrzymał i zatopił dwa niewielki brytyjskie żaglowce płynące pod balastem z Caen do Poole, „Boaz” oraz „Gippeswic”. 

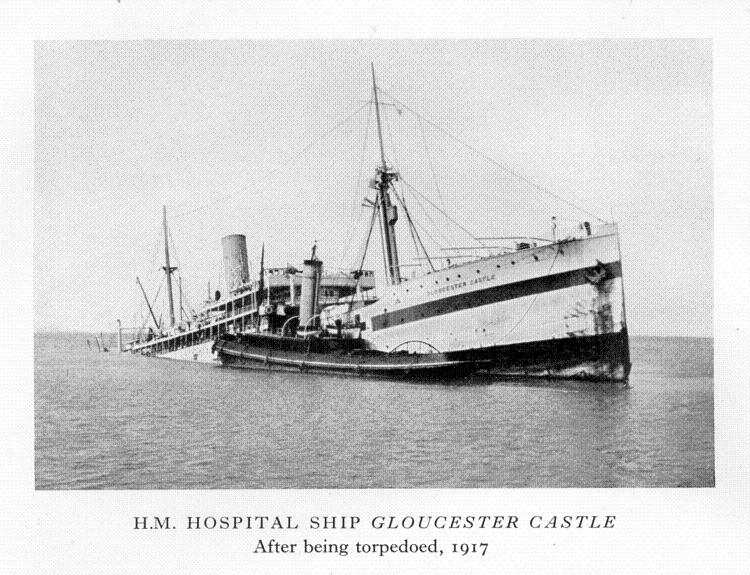
HMHS Gloucester Castle po storpedowaniu przez UB-32 marcu 1917 roku.

 Tego samego dnia UB-32 storpedował i uszkodził brytyjski statek szpital HMHS Gloucester Castle o whyporności 7999 BRT. Zbudowany w 1911 roku w Fairfield Shipbuilding and Engineering Company statek osiadł na mieliźnie w wybrzeży Wight. Tego samego dnia UB-32 uszkodził jeszcze jeden statek brytyjski „Queen Louise” o pojemności 4879 BRT.
W czasie następnego patrolu w ostatniej dekadzie kwietnia, tym razem na zachód od wybrzeży Kornwalii, UB-32 zatopił 8 statków. 25 kwietnia 1917 roku około 24 mil na południowy zachód od Wolf Rock należącej do archipelagu Scilly storpedował brytyjski statek służący do transportu wojska. Zbudowany w 1911 roku statek „Ballarat” o pojemności 11 120 BRT. Na pokładzie statku oprócz załogi znajdowało się 1367 australijskich żołnierzy ze stanu Wiktoria. Statek tonął przez całą noc, wszystkich członków załogi oraz transportowanych żołnierzy udało się ewakuować. 27 kwietnia UB-32 zatopił dwa duże brytyjskie parowce. „Alfalfa” o pojemności 2993 BRT oraz „Beemah” o pojemności 4750 BRT. Ostatnim zatopionym przez UB-32 pod dowództwem Maxa Viebega statkiem był brytyjski tankowiec „Wabasha” o pojemności 5864 BRT. 6 sierpnia 1917 roku dowództwo nad okrętem objął Oberleutnant zur See Benno von Ditfurth
. W czasie pierwszego patrolu pod dowództwem von Ditfurtha UB-32 zatopił włoski parowiec „Feltre” o pojemności 6455 BRT. Statek płynął z ładunkiem rudy żelaza z Villaricos do Tees i został zatopiony około 4 mil od Flamborough Head 26 sierpnia 1917 roku.
22 września 1917 roku, na Morzu Północnym, UB-32 został zaatakowany przez samoloty Curtiss Model H z  RNAS dowodzony przez N.A.  Mago. Został zatopiony przez zrzucone z samolotu bomby. Nikt z załogi nie przeżył.
W czasie swojej służby UB-32 odbył 16 patroli, zatopił 22 statki nieprzyjaciela o łącznej pojemności 42 893 BRT, uszkodził 4 statki o łącznej pojemności 19 933 BRT